# ビービーガルダン
ビービーガルダン（欧字名:B B Guldan、2004年3月10日 - ）は日本の競走馬、種牡馬。主な勝ち鞍に2009年の阪急杯、キーンランドカップ。
馬名は、冠名に坂東牧場と親交がある調教師の藤沢和雄が厩舎を開業した当初、厩舎の中心として支えた競走馬ガルダンに由来。

## 戦績

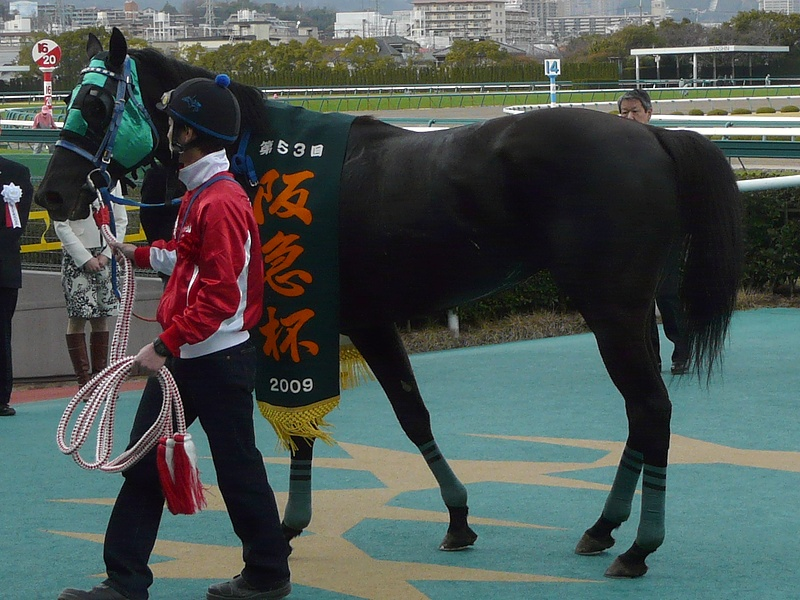
2009年阪急杯

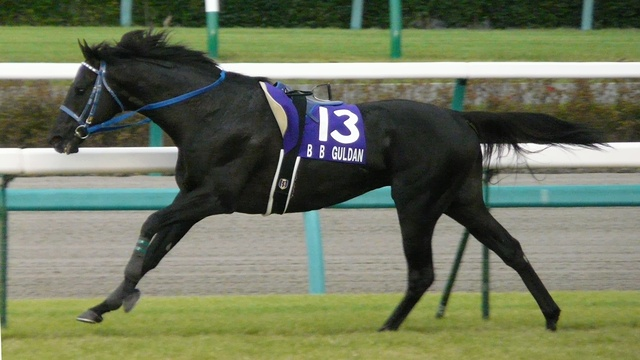
2011年スプリンターズS

2006年7月函館競馬場でデビュー。その初戦で早くも勝ち名乗りを上げるも、札幌2歳ステークスでは距離の壁に泣き12着敗戦。この後厩舎にて調整されていたが10月に骨折を発症。症状は軽微ながら3歳夏まで休養に充てられる。
体質が弱く復帰後してからも骨膜炎のため成績を残せずにいたが、4歳春頃より症状も良化、回復後はそれまで条件クラスでもたついていた鬱憤を晴らすかのように3連勝。重賞初挑戦のキーンランドカップでは2着、さらにスプリンターズステークス3着と結果を残し、夏の上がり馬として短距離路線の一員に名を連ねた。
年明け初戦の阪急杯では、前走京阪杯の敗戦に加え1400mでの実績の無さをメディアで懸念され7番人気と評価を落とすも、連覇を目論み直線先に抜け出したローレルゲレイロを捕らえ優勝、待望の重賞タイトルを手中にする。
主戦安藤勝己のドバイ騎乗により武幸四郎に乗替となった高松宮記念では4番人気に推されたが初の左回りに終始苦戦、4角では外に膨らむ等左手前で走ることができないまま16着と大敗を喫した。その後、4月18日のマイラーズカップでは直線で一旦先頭に立つも失速し8着に敗れた。
7月5日の函館スプリントステークスに出走予定だったが、馬房内のアクシデントにより回避した。その後の2009年8月30日、4ヶ月休養して札幌競馬場のキーンランドカップに出走し、これまでの不振がウソのような鮮やかなレース運びで1着入線し、重賞2勝目を飾った。そして、10月4日のスプリンターズステークスに出走。レースでは好位追走から直線で外から追い込み、逃げ込みを図ろうとするローレルゲレイロと共に2頭が並んでゴール板を駆け抜けた。レース終了から10分近い写真判定の結果、ハナ差の2着に敗れた。11月3日、初のダートレースとなったJBCスプリントは、4コーナーで折り合いを欠き6着に敗れた。
2010年の初戦は連覇のかかった阪急杯から始動。2番手でレースを進めたが直線で失速し7着に敗れた。3月28日の高松宮記念は最後の直線で追い込みを見せたが、キンシャサノキセキにハナ差及ばず2着に敗れた。3ヶ月の休養を挟んで、7月4日の函館スプリントステークスに1番人気で出走、中団から脚を伸ばしてくるもワンカラットの2馬身差の2着に敗れた。連覇をかけて挑んだ8月29日のキーンランドカップでも1番人気に推されたが、スタートで後手を踏んだのが響いて4着に敗れた。本番のスプリンターズステークスでは中団追走も直線ではまったく伸びず10着と大敗した。12月18日の阪神カップでも11着と大敗した。
2011年の緒戦は前年同様阪急杯、中団追走も伸びを欠き8着に敗れた。高松宮記念は中団から脚を伸ばしたがキンシャサノキセキの4着。安田記念では中団からレースを進めたが直線ではまったく伸びず15着と大敗。キーンランドカップでは好位から渋太く脚を伸ばしカレンチャンのクビ差の2着となった。その後10月2日のスプリンターズステークスに出走予定だったが、ゲート入りの最中に枠内で下をくぐり放馬し、馬体検査の結果疲労が著しいと判断され競走除外となった。このあと12月17日の阪神カップに出走を予定していたが、12月14日の追い切り後、右第1指節種子骨々折が判明し引退、12月23日付けで競走馬登録を抹消された。

## 引退後
引退後はアロースタッドで種牡馬となった。2019年に坂東牧場へ移動し、この年限りで供用停止。その後、北海道沙流郡日高町のヴェルサイユリゾートファームに移動した。2019年12月リトレーニングのため、千葉県の東関東馬事高等学院に移動し、2020年6月から引退名馬繋養展示事業の対象となった。同年7月ヴェルサイユリゾートファームに戻り、12月乗馬に復帰したため助成対象外となった。2022年現在も同牧場で余生を過ごしている。

### 主な産駒
- ヨシノファルコン（2017年天山賞）

## 競走成績
| 年月日     | 競馬場 | 競走名             | 格       | 頭数 | オッズ （人気） | オッズ （人気） | 着順 | 騎手       | 斤量 [kg] | 距離（馬場）  | タイム （上り3F） | タイム 差 | 勝ち馬/（2着馬）       |
| ---------- | ------ | ------------------ | -------- | ---- | --------------- | --------------- | ---- | ---------- | --------- | ------------- | ----------------- | --------- | ---------------------- |
| 2006.07.22 | 函館   | 2歳新馬            |          | 9    | 003.0           | 0（2人）        | 01着 | 秋山真一郎 | 54        | 芝1200m（良） | 1:11.2 (37.3)     | -0.1      | （フリーダムエアー）   |
| 0000.08.26 | 札幌   | クローバー賞       | OP       | 11   | 008.6           | 0（4人）        | 02着 | 秋山真一郎 | 54        | 芝1500m（良） | 1:29.6 (36.4)     | -0.3      | イクスキューズ         |
| 0000.09.30 | 札幌   | 札幌2歳S           | GIII     | 12   | 022.7           | 0（6人）        | 12着 | 秋山真一郎 | 54        | 芝1800m（良） | 1:52.5 (38.3)     | -2.8      | ナムラマース           |
| 2007.07.22 | 函館   | 3歳上500万下       |          | 16   | 006.3           | 0（2人）        | 03着 | 安藤勝己   | 54        | 芝1200m（良） | 1:10.9 (36.4)     | -0.7      | メジロソリアノ         |
| 0000.08.05 | 函館   | 3歳上500万下       |          | 16   | 002.1           | 0（1人）        | 02着 | 安藤勝己   | 57        | 芝1200m（稍） | 1:14.7 (38.5)     | -0.3      | タマモハクライ         |
| 0000.09.29 | 札幌   | 3歳上500万下       |          | 16   | 002.0           | 0（1人）        | 01着 | 安藤勝己   | 57        | 芝1200m（良） | 1:10.7 (36.1)     | -0.8      | （パノラマビューティ） |
| 0000.10.28 | 福島   | 河北新報杯         | 1000万下 | 16   | 002.6           | 0（1人）        | 05着 | 中舘英二   | 54        | 芝1200m（稍） | 1:11.5 (36.9)     | -0.3      | テンイムホウ           |
| 0000.12.08 | 阪神   | 摂津特別           | 1000万下 | 14   | 021.7           | 0（6人）        | 13着 | 田中剛     | 56        | 芝1600m（良） | 1:35.9 (35.6)     | -1.6      | ヒカルオオゾラ         |
| 2008.03.22 | 阪神   | 須磨特別           | 1000万下 | 16   | 030.2           | （10人）        | 07着 | 北村友一   | 57        | 芝1400m（良） | 1:23.0 (35.1)     | -0.4      | コパノスケ             |
| 0000.03.30 | 中山   | 千葉日報杯         | 1000万下 | 16   | 005.5           | 0（3人）        | 02着 | 津村明秀   | 57        | 芝1200m（良） | 1:09.1 (35.1)     | -0.0      | シベリアンクラシカ     |
| 0000.04.20 | 中山   | 袖ケ浦特別         | 1000万下 | 16   | 003.1           | 0（1人）        | 01着 | 安藤勝己   | 57        | 芝1200m（良） | 1:09.1 (35.0)     | -0.3      | （コスモラヴソング）   |
| 0000.06.21 | 函館   | TVh杯              | 1000万下 | 16   | 002.1           | 0（1人）        | 01着 | 安藤勝己   | 57        | 芝1200m（良） | 1:08.5 (34.7)     | -0.3      | （ブライティアミラ）   |
| 0000.08.16 | 札幌   | 札幌日刊スポーツ杯 | 1600万下 | 16   | 002.5           | 0（1人）        | 01着 | 安藤勝己   | 57        | 芝1200m（良） | 1:08.3 (34.9)     | -0.2      | （エネルマオー）       |
| 0000.08.31 | 札幌   | キーンランドC      | JpnIII   | 16   | 006.7           | 0（2人）        | 02着 | 安藤勝己   | 56        | 芝1200m（良） | 1:08.0 (34.1)     | -0.1      | タニノマティーニ       |
| 0000.10.05 | 中山   | スプリンターズS    | GI       | 16   | 011.1           | 0（6人）        | 03着 | 安藤勝己   | 57        | 芝1200m（良） | 1:08.2 (34.2)     | -0.2      | スリープレスナイト     |
| 0000.11.29 | 京都   | 京阪杯             | GIII     | 18   | 002.5           | 0（1人）        | 06着 | 安藤勝己   | 56        | 芝1200m（良） | 1:08.4 (34.0)     | -0.3      | ウエスタンダンサー     |
| 2009.03.01 | 阪神   | 阪急杯             | GIII     | 16   | 011.1           | 0（7人）        | 01着 | 安藤勝己   | 56        | 芝1400m（良） | 1:21.1 (34.9)     | -0.2      | （ローレルゲレイロ）   |
| 0000.03.29 | 中京   | 高松宮記念         | GI       | 18   | 007.9           | 0（4人）        | 16着 | 武幸四郎   | 57        | 芝1200m（良） | 1:09.2 (35.9)     | -1.2      | ローレルゲレイロ       |
| 0000.04.18 | 阪神   | マイラーズC        | GII      | 10   | 015.3           | 0（6人）        | 08着 | 安藤勝己   | 57        | 芝1600m（良） | 1:34.5 (34.3)     | -0.6      | スーパーホーネット     |
| 0000.08.30 | 札幌   | キーンランドC      | GIII     | 16   | 004.8           | 0（2人）        | 01着 | 安藤勝己   | 56        | 芝1200m（良） | 1:08.4 (34.2)     | -0.4      | （ドラゴンウェルズ）   |
| 0000.10.04 | 中山   | スプリンターズS    | GI       | 16   | 003.8           | 0（2人）        | 02着 | 安藤勝己   | 57        | 芝1200m（良） | 1:07.5 (34.3)     | -0.0      | ローレルゲレイロ       |
| 0000.11.03 | 名古屋 | JBCスプリント      | JpnI     | 11   | 002.9           | 0（2人）        | 06着 | 安藤勝己   | 57        | ダ1400m（良） | 1:27.9 (38.8)     | -2.0      | スーニ                 |
| 2010.02.28 | 阪神   | 阪急杯             | GIII     | 16   | 002.4           | 0（1人）        | 07着 | 安藤勝己   | 57        | 芝1400m（良） | 1:22.0 (35.7)     | -0.6      | エーシンフォワード     |
| 0000.03.28 | 中京   | 高松宮記念         | GI       | 18   | 011.9           | 0（6人）        | 02着 | 安藤勝己   | 57        | 芝1200m（良） | 1:08.6 (34.8)     | -0.0      | キンシャサノキセキ     |
| 0000.07.04 | 函館   | 函館スプリントS    | GIII     | 15   | 003.3           | 0（1人）        | 02着 | 安藤勝己   | 59        | 芝1200m（良） | 1:08.5 (34.8)     | -0.3      | ワンカラット           |
| 0000.08.29 | 札幌   | キーンランドC      | GIII     | 16   | 002.2           | 0（1人）        | 04着 | 安藤勝己   | 58        | 芝1200m（良） | 1:08.8 (34.7)     | -0.4      | ワンカラット           |
| 0000.10.03 | 中山   | スプリンターズS    | GI       | 16   | 006.9           | 0（4人）        | 10着 | 安藤勝己   | 57        | 芝1200m（良） | 1:08.1 (34.5)     | -0.7      | ウルトラファンタジー   |
| 0000.12.18 | 阪神   | 阪神C              | GII      | 17   | 017.3           | 0（6人）        | 11着 | 安藤勝己   | 57        | 芝1400m（良） | 1:21.2 (34.9)     | -0.9      | キンシャサノキセキ     |
| 2011.02.27 | 阪神   | 阪急杯             | GIII     | 16   | 010.1           | 0（7人）        | 08着 | U.リスポリ | 56        | 芝1400m（良） | 1:20.9 (35.4)     | -0.8      | サンカルロ             |
| 0000.03.27 | 阪神   | 高松宮記念         | GI       | 16   | 071.4           | （10人）        | 04着 | 佐藤哲三   | 57        | 芝1200m（良） | 1:08.2 (33.7)     | -0.3      | キンシャサノキセキ     |
| 0000.06.05 | 東京   | 安田記念           | GI       | 18   | 169.7           | （17人）        | 15着 | 佐藤哲三   | 58        | 芝1600m（良） | 1:33.2 (35.4)     | -1.2      | リアルインパクト       |
| 0000.08.28 | 札幌   | キーンランドC      | GIII     | 16   | 020.7           | 0（6人）        | 02着 | 佐藤哲三   | 58        | 芝1200m（良） | 1:08.6 (35.2)     | -0.0      | カレンチャン           |
| 0000.10.02 | 中山   | スプリンターズS    | GI       | 15   |                 |                 |      | 佐藤哲三   | 57        | 芝1200m（良） | 競走除外          |           | カレンチャン           |

## 血統表
| ビービーガルダンの血統                        | ビービーガルダンの血統          | ビービーガルダンの血統 | （血統表の出典）       | （血統表の出典） |
| 父系                                          | ダンジグ系                      | ダンジグ系             | ダンジグ系             |                  |
| 父 *チーフベアハート Chief Bearhart 1993 栗毛 | 父の父Chief's Crown 1982 鹿毛   | Danzig                 | Northern Dancer        | Northern Dancer  |
| 父 *チーフベアハート Chief Bearhart 1993 栗毛 | 父の父Chief's Crown 1982 鹿毛   | Danzig                 | Pas de Nom             |                  |
| 父 *チーフベアハート Chief Bearhart 1993 栗毛 | 父の父Chief's Crown 1982 鹿毛   | Six Crowns             | Secretariat            | Secretariat      |
| 父 *チーフベアハート Chief Bearhart 1993 栗毛 | 父の父Chief's Crown 1982 鹿毛   | Six Crowns             | Chris Evert            |                  |
| 父 *チーフベアハート Chief Bearhart 1993 栗毛 | 父の母Amelia Bearhart 1983 栗毛 | Bold Hour              | Bold Ruler             | Bold Ruler       |
| 父 *チーフベアハート Chief Bearhart 1993 栗毛 | 父の母Amelia Bearhart 1983 栗毛 | Bold Hour              | Seven Thirty           |                  |
| 父 *チーフベアハート Chief Bearhart 1993 栗毛 | 父の母Amelia Bearhart 1983 栗毛 | Myrtlewood Lass        | Ribot                  | Ribot            |
| 父 *チーフベアハート Chief Bearhart 1993 栗毛 | 父の母Amelia Bearhart 1983 栗毛 | Myrtlewood Lass        | Gold Digger            |                  |
| 母 *オールザチャット All the Chat 1994 鹿毛   | 母の父Westminster 1984 黒鹿毛   | Grosvenor              | Sir Tristram           | Sir Tristram     |
| 母 *オールザチャット All the Chat 1994 鹿毛   | 母の父Westminster 1984 黒鹿毛   | Grosvenor              | My Tricia              |                  |
| 母 *オールザチャット All the Chat 1994 鹿毛   | 母の父Westminster 1984 黒鹿毛   | Apple Blossom          | Bismark                | Bismark          |
| 母 *オールザチャット All the Chat 1994 鹿毛   | 母の父Westminster 1984 黒鹿毛   | Apple Blossom          | Mary Poppins           |                  |
| 母 *オールザチャット All the Chat 1994 鹿毛   | 母の母Rory's Helen 1987 鹿毛    | Rory's Jester          | Crown Jester           | Crown Jester     |
| 母 *オールザチャット All the Chat 1994 鹿毛   | 母の母Rory's Helen 1987 鹿毛    | Rory's Jester          | Rory's Rocket          |                  |
| 母 *オールザチャット All the Chat 1994 鹿毛   | 母の母Rory's Helen 1987 鹿毛    | Helen's Love           | Karayar                | Karayar          |
| 母 *オールザチャット All the Chat 1994 鹿毛   | 母の母Rory's Helen 1987 鹿毛    | Helen's Love           | Helen of Troy          |                  |
| 母系(F-No.)                                   | (FN:1-n)                        | (FN:1-n)               | (FN:1-n)               | [ § 2 ]          |
| 5代内の近親交配                               | Bold Ruler 5･4（父内）          | Bold Ruler 5･4（父内） | Bold Ruler 5･4（父内） | [ § 3 ]          |
| 出典                                          | 1. 2. 3.                        | 1. 2. 3.               | 1. 2. 3.               | 1. 2. 3.         |

- 母はニュージーランドからの輸入馬。